# 早期再分極症候群
早期再分極症候群（そうきさいぶんきょくしょうこうぐん, early repolarization syndrome; ERS）またはJ波症候群（ジェイはしょうこうぐん）とは、不整脈疾患のひとつ。

## 概要
2008年にHaïssaguerreらによって初めて疾患概念が提唱された。
早期再分極を示すJ波は，以前は後棘と呼ばれ，正常亜型の一所見で，臨床的意義はないと考えられていた。しかし近年特発性心室細動の基質として注目されるようになり，臨床的に加療が必要だと考えられるようになった。失神の既往歴、突然死の家族歴があり、心電図下壁誘導・側壁誘導のJ波およびST上昇を認めた場合、早期再分極症候群の可能性を疑わなければならない。
2009年に，Tikkanenらによりフィンランドの中年層の住民を対象とした追跡調査が報告された。下壁誘導で0.2mVを超えてJポイントが上昇しているケースでは心疾患と不整脈による死亡リスクが，早期再分極がないケースに比し約3倍高かったと報告された。

## 検査
心電図の特徴としては，
- 少なくとも2誘導でJポイントの上昇を認める
- Jポイント上昇は下壁誘導（II，III，aVF），側壁誘導（I，aVL，V4-6）にて1mm（0.1mV）ベースラインより上昇したもの
- QRS slurring，notchingを伴う

と定義付けている。

## 治療
- イソプロテレノール
- キニジン
- ジソピラミド[6]
- 埋込型除細動器(ICD)